# Чэн Жунши
Чэн Жунши (кит. трад. 程鎔時, упр. 程镕时, пиньинь Chéng Róngshí ; 18 октября 1927, Исин (Цзянсу) — 7 февраля 2021, Гуанчжоу) — китайский физико-химик, академик Китайской академии наук, профессор Южно-китайского технологического университета. Пионер физики полимеров в Китае.

## Биография
18 октября 1927 года. В 1945 году Чэн поступил в Нанкинский университет, где изучал химию После окончания в 1949 году он поступил в аспирантуру Пекинского университета.
В 1951 году его направили в Шанхайский институт физической химии Китайской академии наук. В том же году он переехал в Чанчунь и начал работать в Чанчуньском институте прикладной химии. В 1983 году он поступил на работу в Нанкинском университете. В 1995 году он стал профессором Южно-Китайского технологического университетаи директором Исследовательского института макромолекул.

## Научные интересы
В начале своей карьеры изучал характеристики полимеров и вязкость их растворов, для описания которой он создал кластерную теорию, затем исследовал процессы агрегации в растворах полимеров.
Развил теорию гелевой хроматографии Архивная копия от 28 января 2022 на Wayback Machine.

## Публикации
- Cheng, Rongshi. On the Concentration Regimes of the Flexible-Chain Polymer Solution (англ.) // Macromol. Symp.. — 1997. — Vol. 127. — P. 27—34.

## Премии и награды
- 1991 — академик Китайской академии наук[1].